# Kelly van der Veer
Kelly van der Veer is een Nederlandse transgender mediapersoonlijkheid en sekswerker.

## Levensloop
Van der Veer nam op jeugdige leeftijd deel aan de albums 12 tot en met 15 van Kinderen voor Kinderen. Een paar jaar later, in 1997, was Van der Veer als travestiet winnaar van het Veronica-programma De Travestieshow, gepresenteerd door Robert ten Brink.
Landelijke bekendheid kreeg ze vooral met haar deelname in 2001 aan de derde editie van Big Brother - The Battle, waarin ze 7e werd. Hierna bracht ze een paar minder succesvolle singles uit en was ze geregeld als gast te zien in allerlei televisieprogramma's. Zo nam ze een aantal keren deel aan Het Nationale Verkeersexamen op SBS6 (waarbij ze drie keer zakte,) en was zij te zien in onder andere Patty's Fort (Yorin, 2004), Gemma Glitter's Gezondheidsshow (Zappelin, 2004), De Nationale IQ Test (BNN, 2005), waar ze een score van 77 haalde, Hotel Big Brother (Talpa, 2006) en Dancing on Ice (RTL 4, 2007). Ze was vaak te gast in het televisieprogramma JENSEN! van Robert Jensen, waarin ze ook een eigen, wekelijks item had: Gewoon Kel. Verder figureerde ze in een aantal films, waaronder Gay (2004).
In oktober 2006 verscheen de autobiografie van Van der Veer, geschreven met medeauteur Andries de Jong. De Jong is journalist voor het weekblad Party en was een medebewoner van het Big Brotherhuis.
Vanaf 2012 was Van der Veer webcamgirl en make-upspecialiste. In 2015 was Van der Veer te zien in het RTL 5-programma Shopping Queens VIPS, waarin ze op de derde plek eindigde. In de zomer van 2016 werd bekend dat ze als prostituee werkte in een bordeel in Den Haag.
De documentaire Kelly, geproduceerd door Made in June en 2CFILM, werd in 2023 uitgebracht op Prime Video op de Internationale Dag van Transgendervisibiliteit (31 maart). In het voorjaar van 2024 was Van der Veer een van de deelnemers in het Videoland-programma Echte meisjes in de jungle.

## Discografie

### Kinderen voor Kinderen
- "Ramons verjaardag" (Kinderen voor Kinderen 12, 1991)
- "Vierkante ogen" (Kinderen voor Kinderen 13, 1992)
- "Keep the world alive" ("Voor altijd kerst")(Kinderen voor Kinderen Kerst-cd, 1992)
- "Recht van spreken" (Kinderen voor Kinderen 14, 1994)
- "Zwarte schaap en zondebok" (Kinderen voor Kinderen 14, 1994)
- "Het hithuis" (Kinderen voor Kinderen De Allerbeste!, 1994; tevens single)
- "Voor de spiegel" (Kinderen voor Kinderen 15, 1995)

### Singles
- "I'm What I Am" (2002)
- "Proud Mary" (2006)
- "Ik Doe Wat Ik Doe" (2010)